# Kirsten Ahlburg
Kirsten Ahlburg, född 31 augusti 1955 i Esbjerg, är en dansk författare som har gett ut över 200 publikationer. Ett av hennes sidoprojekt är att skriva barnböcker tillsammans med sin son Morten Ahlburg. Några titlar är "Team Alpha", "BZ", "Talent", "Rap för dig" och "Super Sofie".

## Biografi

### Utbildning
Ahlburg växte upp i Esbjerg och gick på Rørkjær skola 1961 till 1968. Hon fortsatte på Esbjerg State School och tog examen 1974. År 1982 utbildade hon som lärare på Esbjerg College, därefter flyttade hon till Århus där hon nu bor med sin man Karl Aage Kirkegaard och sina två barn Mikkel och Morten. När hon gick högskolan för lärarutbildning specialiserade hon sig som invandrarpedagog och specialpedagog, och det kom till henne till godo då hon 1983 började undervisa på Danska flyktingrådets Language School.

### Debut
Ahlburg debuterade som författare 1985 med ungdomsromanen "Ska vi dansa". Romanen var den första i en serie med enkla romaner för unga invandrare. Kirsten Ahlburg skapade med detta en ny genre, och är känd idag för en serie böcker i denna genre.